# Ханто (тауншип, Миннесота)
Ханто (англ. Hantho) — тауншип в округе Лак-ки-Парл, Миннесота, США. На 2000 год его население составило 154 человека.

## География
По данным Бюро переписи населения США площадь тауншипа составляет 86,1 км², из которых 78,0 км² занимает суша, а 8,1 км² — вода (9,36 %).

## Демография
По данным переписи населения 2000 года здесь находились 154 человека, 54 домохозяйства и 38 семей. Плотность населения — 2,0 чел./км². На территории тауншипа расположено 63 постройки со средней плотностью 0,8 построек на один квадратный километр. Расовый состав населения: 96,75 % белых и 3,25 % коренных американцев. Испанцы или латиноамериканцы любой расы составляли 0,65 % от популяции тауншипа.
Из 54 домохозяйств в 35,2 % воспитывались дети до 18 лет, в 68,5 % проживали супружеские пары и в 27,8 % домохозяйств проживали несемейные люди. 24,1 % домохозяйств состояли из одного человека, при том 13,0 % из — одиноких пожилых людей старше 65 лет. Средний размер домохозяйства — 2,85, а семьи — 3,46 человека.
36,4 % населения — младше 18 лет, 4,5 % — в возрасте от 18 до 24 лет, 26,0 % — от 25 до 44, 20,1 % — от 45 до 64, и 13,0 % — старше 65 лет. Средний возраст — 32 года. На каждые 100 женщин приходилось 113,9 мужчин. На каждые 100 женщин старше 18 приходилось 122,7 мужчин.
Средний годовой доход домохозяйства составлял 37 083 доллара, а средний годовой доход семьи — 51 250 долларов. Средний доход мужчин — 30 469 долларов, в то время как у женщин — 33 125. Доход на душу населения составил 12 854 доллара. За чертой бедности не находилась ни одна семья и 2,3 % всего населения тауншипа, из которых 10,0 % старше 65 лет.